# Lelapiidae
Lelapiidae é uma família de esponjas marinhas da ordem Leucosolenida.

## Gêneros
- Grantiopsis Dendy, 1892
- Kebira Row, 1909
- Lelapia Gray, 1867
- Paralelapia Hozawa, 1923
- Sycyssa Haeckel, 1872